# Machimus bicolor
Machimus bicolor är en tvåvingeart som beskrevs av Joseph och Parui 1985. Machimus bicolor ingår i släktet Machimus och familjen rovflugor. Inga underarter finns listade i Catalogue of Life.